# Lecanora mellea
Lecanora mellea är en lavart som beskrevs av W. A. Weber. Lecanora mellea ingår i släktet Lecanora och familjen Lecanoraceae.   Inga underarter finns listade i Catalogue of Life.